# سولوای گولبراندسن
سولوای گولبراندسن (نروژی: Solveig Gulbrandsen؛ زادهٔ ۱۲ ژانویهٔ ۱۹۸۱) بازیکن فوتبال اهل نروژ بود.
از باشگاه‌هایی که در آن بازی کرده‌است می‌توان به گلد پراید اشاره کرد.
وی در مسابقات کشوری و بین‌المللی در مجموع برندهٔ ۱ مدال طلا و ۲ مدال نقره شده‌است.